# Lista över insjöar i Sverige med namn som slutar med -gölen (utom Småland och Östergötland)
gölen  ingår i namnet på följande insjöar i Sverige som har Wikipedia-artikel:

## Skåne
- Nabbagölen, sjö i Osby kommun och Skåne 56°24′41″N 13°44′21″Ö / 56.41144°N 13.73909°Ö

## Blekinge
- Abborragölen (Backaryds socken, Blekinge), sjö i Ronneby kommun och Blekinge 56°21′46″N 15°13′34″Ö / 56.36291°N 15.22618°Ö
- Abborragölen (Eringsboda socken, Blekinge), sjö i Ronneby kommun och Blekinge 56°25′25″N 15°20′15″Ö / 56.42373°N 15.33740°Ö
- Abborragölen (Hjortsberga socken, Blekinge), sjö i Ronneby kommun och Blekinge 56°18′17″N 15°22′23″Ö / 56.30460°N 15.37311°Ö
- Abborragölen (Ronneby socken, Blekinge, 622919-146124), sjö i Ronneby kommun och Blekinge 56°11′22″N 15°10′51″Ö / 56.18936°N 15.18097°Ö
- Abborragölen (Ronneby socken, Blekinge, 624023-147060), sjö i Ronneby kommun och Blekinge 56°17′21″N 15°19′50″Ö / 56.28917°N 15.33049°Ö
- Abborrgölen (Augerums socken, Blekinge), sjö i Karlskrona kommun och Blekinge 56°14′53″N 15°41′06″Ö / 56.24800°N 15.68507°Ö
- Abborrgölen (Fridlevstads socken, Blekinge), sjö i Karlskrona kommun och Blekinge 56°20′51″N 15°31′18″Ö / 56.34742°N 15.52157°Ö
- Abborrgölen (Ronneby socken, Blekinge, 624374-146499), sjö i Ronneby kommun och Blekinge 56°19′13″N 15°14′22″Ö / 56.32031°N 15.23943°Ö
- Abborrgölen (Ronneby socken, Blekinge, 624524-146737), sjö i Ronneby kommun och Blekinge 56°20′02″N 15°16′40″Ö / 56.33396°N 15.27771°Ö
- Abborrgölen (Rödeby socken, Blekinge), sjö i Karlskrona kommun och Blekinge 56°17′54″N 15°39′30″Ö / 56.29835°N 15.65826°Ö
- Anglegölen, sjö i Ronneby kommun och Blekinge 56°16′10″N 15°20′24″Ö / 56.26936°N 15.33993°Ö
- Anngölen, sjö i Karlskrona kommun och Blekinge 56°26′01″N 15°29′24″Ö / 56.43356°N 15.48997°Ö
- Askgölen, sjö i Ronneby kommun och Blekinge 56°22′49″N 15°04′25″Ö / 56.38025°N 15.07360°Ö
- Avegölen, sjö i Karlskrona kommun och Blekinge 56°16′42″N 15°34′26″Ö / 56.27846°N 15.57375°Ö
- Axlagölen, sjö i Ronneby kommun och Blekinge 56°20′10″N 15°11′50″Ö / 56.33610°N 15.19716°Ö
- Bettagölen, sjö i Karlskrona kommun och Blekinge 56°17′04″N 15°46′24″Ö / 56.28434°N 15.77344°Ö
- Binnaregölen, sjö i Karlskrona kommun och Blekinge 56°15′06″N 15°38′47″Ö / 56.25155°N 15.64650°Ö
- Bisgölen, sjö i Karlskrona kommun och Blekinge 56°23′57″N 15°30′37″Ö / 56.39930°N 15.51034°Ö
- Björkegölen (Augerums socken, Blekinge, 623565-149285), sjö i Karlskrona kommun och Blekinge 56°14′56″N 15°41′24″Ö / 56.24890°N 15.68991°Ö
- Björkegölen (Augerums socken, Blekinge, 624186-149921), sjö i Karlskrona kommun och Blekinge 56°18′17″N 15°47′33″Ö / 56.30473°N 15.79248°Ö
- Björkgölen, sjö i Ronneby kommun och Blekinge 56°19′48″N 15°20′48″Ö / 56.32992°N 15.34663°Ö
- Björsmålagölen (Augerums socken, Blekinge), sjö i Karlskrona kommun och Blekinge 56°17′16″N 15°44′28″Ö / 56.28765°N 15.74098°Ö
- Björsmålagölen (Rödeby socken, Blekinge), sjö i Karlskrona kommun och Blekinge 56°18′12″N 15°40′01″Ö / 56.30321°N 15.66681°Ö
- Blanksjögölen, sjö i Ronneby kommun och Blekinge 56°13′10″N 15°10′21″Ö / 56.21940°N 15.17242°Ö
- Boasjögölen (Eringsboda socken, Blekinge), sjö i Ronneby kommun och Blekinge 56°24′58″N 15°14′43″Ö / 56.41608°N 15.24514°Ö
- Boasjögölen (Tvings socken, Blekinge), sjö i Karlskrona kommun och Blekinge 56°24′31″N 15°27′50″Ö / 56.40861°N 15.46393°Ö
- Bokgölen, sjö i Ronneby kommun och Blekinge 56°17′56″N 15°20′25″Ö / 56.29882°N 15.34022°Ö
- Bredagölen (Fridlevstads socken, Blekinge), sjö i Karlskrona kommun och Blekinge 56°20′54″N 15°30′35″Ö / 56.34838°N 15.50976°Ö
- Bredagölen (Lösens socken, Blekinge), sjö i Karlskrona kommun och Blekinge 56°14′21″N 15°46′27″Ö / 56.23916°N 15.77428°Ö
- Bredagölen (Tvings socken, Blekinge), sjö i Karlskrona kommun och Blekinge 56°22′04″N 15°27′40″Ö / 56.36783°N 15.46123°Ö
- Brogölen, sjö i Karlskrona kommun och Blekinge 56°25′11″N 15°25′50″Ö / 56.41974°N 15.43046°Ö
- Bromålagölen, sjö i Karlskrona kommun och Blekinge 56°18′32″N 15°43′41″Ö / 56.30883°N 15.72802°Ö
- Bruagölen, sjö i Karlskrona kommun och Blekinge 56°24′37″N 15°31′51″Ö / 56.41022°N 15.53082°Ö
- Brudgölen, sjö i Karlskrona kommun och Blekinge 56°29′41″N 15°32′11″Ö / 56.49474°N 15.53638°Ö
- Bruksgölen, sjö i Karlskrona kommun och Blekinge 56°19′19″N 15°47′17″Ö / 56.32206°N 15.78795°Ö
- Bäckasjögölen, sjö i Ronneby kommun och Blekinge 56°19′46″N 15°10′14″Ö / 56.32932°N 15.17060°Ö
- Bänkagölen, sjö i Karlskrona kommun och Blekinge 56°20′18″N 15°23′19″Ö / 56.33824°N 15.38857°Ö
- Bökegölen (Augerums socken, Blekinge), sjö i Karlskrona kommun och Blekinge 56°22′29″N 15°44′03″Ö / 56.37467°N 15.73419°Ö
- Bökegölen (Fridlevstads socken, Blekinge), sjö i Karlskrona kommun och Blekinge 56°21′58″N 15°30′33″Ö / 56.36616°N 15.50914°Ö
- Dammgölen, sjö i Karlskrona kommun och Blekinge 56°15′45″N 15°45′15″Ö / 56.26242°N 15.75425°Ö
- Djupgölen (Sillhövda socken, Blekinge), sjö i Karlskrona kommun och Blekinge 56°23′52″N 15°33′20″Ö / 56.39769°N 15.55553°Ö
- Djupgölen (Tvings socken, Blekinge, 624812-146980), sjö i Karlskrona kommun och Blekinge 56°21′36″N 15°19′00″Ö / 56.35998°N 15.31666°Ö
- Djupgölen (Tvings socken, Blekinge, 624951-147223), sjö i Karlskrona kommun och Blekinge 56°22′27″N 15°21′15″Ö / 56.37413°N 15.35419°Ö
- Dragegölen, sjö i Karlskrona kommun och Blekinge 56°15′11″N 15°46′18″Ö / 56.25317°N 15.77169°Ö
- Elinegölen, sjö i Karlskrona kommun och Blekinge 56°28′50″N 15°33′05″Ö / 56.48049°N 15.55141°Ö
- Fagergölen, sjö i Karlskrona kommun och Blekinge 56°20′52″N 15°23′00″Ö / 56.34783°N 15.38329°Ö
- Falkagölen, sjö i Karlskrona kommun och Blekinge 56°16′16″N 15°39′14″Ö / 56.27113°N 15.65401°Ö
- Fläskegölen, sjö i Karlskrona kommun och Blekinge 56°15′33″N 15°44′49″Ö / 56.25918°N 15.74684°Ö
- Frägnagölen, sjö i Karlskrona kommun och Blekinge 56°26′11″N 15°33′38″Ö / 56.43632°N 15.56063°Ö
- Gatgölen (Eringsboda socken, Blekinge, 625446-146745), sjö i Ronneby kommun och Blekinge 56°25′00″N 15°16′40″Ö / 56.41676°N 15.27786°Ö
- Gatgölen (Eringsboda socken, Blekinge, 625672-146868), sjö i Ronneby kommun och Blekinge 56°26′14″N 15°17′51″Ö / 56.43714°N 15.29752°Ö
- Gatgölen (Fridlevstads socken, Blekinge), sjö i Karlskrona kommun och Blekinge 56°19′56″N 15°31′22″Ö / 56.33233°N 15.52266°Ö
- Gethusgölen, sjö i Karlskrona kommun och Blekinge 56°25′48″N 15°32′00″Ö / 56.42998°N 15.53344°Ö
- Grevagölen, sjö i Karlskrona kommun och Blekinge 56°14′54″N 15°33′39″Ö / 56.24835°N 15.56086°Ö
- Grimsgölen, sjö i Ronneby kommun och Blekinge 56°26′56″N 15°22′21″Ö / 56.44901°N 15.37244°Ö
- Gröngölen, sjö i Karlskrona kommun och Blekinge 56°21′40″N 15°21′12″Ö / 56.36120°N 15.35337°Ö
- Gunnagölen, sjö i Karlskrona kommun och Blekinge 56°18′12″N 15°24′27″Ö / 56.30337°N 15.40753°Ö
- Gärdesgölen (Eringsboda socken, Blekinge, 625505-147537), sjö i Ronneby kommun och Blekinge 56°25′21″N 15°24′22″Ö / 56.42254°N 15.40612°Ö
- Gärdesgölen (Eringsboda socken, Blekinge, 625733-146534), sjö i Ronneby kommun och Blekinge 56°26′33″N 15°14′36″Ö / 56.44238°N 15.24329°Ö
- Gärdesgölen (Sillhövda socken, Blekinge), sjö i Karlskrona kommun och Blekinge 56°29′05″N 15°32′11″Ö / 56.48459°N 15.53645°Ö
- Gårdgölen (Hjortsberga socken, Blekinge), sjö i Ronneby kommun och Blekinge 56°19′37″N 15°21′13″Ö / 56.32689°N 15.35362°Ö
- Gårdgölen (Tvings socken, Blekinge), sjö i Karlskrona kommun och Blekinge 56°22′24″N 15°22′14″Ö / 56.37338°N 15.37055°Ö
- Gölen (Edestads socken, Blekinge), sjö i Ronneby kommun och Blekinge 56°13′42″N 15°19′50″Ö / 56.22846°N 15.33059°Ö
- Gölen (Kristianopels socken, Blekinge), sjö i Karlskrona kommun och Blekinge 56°12′45″N 15°58′21″Ö / 56.21247°N 15.97253°Ö
- Gölen (Ronneby socken, Blekinge), sjö i Ronneby kommun och Blekinge 56°13′50″N 15°16′57″Ö / 56.23060°N 15.28252°Ö
- Hallagölen (Backaryds socken, Blekinge), sjö i Ronneby kommun och Blekinge 56°23′46″N 15°06′51″Ö / 56.39611°N 15.11426°Ö
- Hallagölen (Tvings socken, Blekinge), sjö i Karlskrona kommun och Blekinge 56°22′52″N 15°24′15″Ö / 56.38113°N 15.40413°Ö
- Hallsjögölen (Tvings socken, Blekinge, 624663-147247), sjö i Karlskrona kommun och Blekinge 56°20′48″N 15°21′36″Ö / 56.34676°N 15.36001°Ö
- Hallsjögölen (Tvings socken, Blekinge, 624722-147881), sjö i Karlskrona kommun och Blekinge 56°21′09″N 15°27′45″Ö / 56.35239°N 15.46250°Ö
- Hjortnagölen, sjö i Karlskrona kommun och Blekinge 56°20′09″N 15°41′33″Ö / 56.33584°N 15.69239°Ö
- Horsagölen, sjö i Ronneby kommun och Blekinge 56°24′59″N 15°17′33″Ö / 56.41628°N 15.29245°Ö
- Hultagölen (Ronneby socken, Blekinge), sjö i Ronneby kommun och Blekinge 56°12′32″N 15°17′57″Ö / 56.20885°N 15.29909°Ö
- Hultagölen (Tvings socken, Blekinge), sjö i Karlskrona kommun och Blekinge 56°19′53″N 15°30′05″Ö / 56.33147°N 15.50148°Ö
- Husagölen, sjö i Karlskrona kommun och Blekinge 56°18′24″N 15°38′02″Ö / 56.30676°N 15.63383°Ö
- Husgölen (Fridlevstads socken, Blekinge, 624529-148290), sjö i Karlskrona kommun och Blekinge 56°20′07″N 15°31′44″Ö / 56.33522°N 15.52878°Ö
- Husgölen (Fridlevstads socken, Blekinge, 624964-148284), sjö i Karlskrona kommun och Blekinge 56°22′27″N 15°31′39″Ö / 56.37428°N 15.52752°Ö
- Husgölen (Hjortsberga socken, Blekinge), sjö i Ronneby kommun och Blekinge 56°20′29″N 15°22′25″Ö / 56.34142°N 15.37350°Ö
- Husgölen (Sillhövda socken, Blekinge), sjö i Karlskrona kommun och Blekinge 56°24′49″N 15°33′56″Ö / 56.41361°N 15.56547°Ö
- Häjegölen, sjö i Ronneby kommun och Blekinge 56°23′36″N 15°19′21″Ö / 56.39341°N 15.32239°Ö
- Hållhallagölen, sjö i Karlskrona kommun och Blekinge 56°25′05″N 15°25′34″Ö / 56.41793°N 15.42610°Ö
- Hökamålagölen, sjö i Karlskrona kommun och Blekinge 56°16′41″N 15°40′25″Ö / 56.27816°N 15.67352°Ö
- Iglagölen, sjö i Ronneby kommun och Blekinge 56°27′09″N 15°28′24″Ö / 56.45246°N 15.47327°Ö
- Ivesgölen, sjö i Karlskrona kommun och Blekinge 56°24′52″N 15°26′36″Ö / 56.41439°N 15.44331°Ö
- Kansjögölen, sjö i Ronneby kommun och Blekinge 56°24′05″N 15°20′10″Ö / 56.40137°N 15.33605°Ö
- Kanterydgölen, sjö i Ronneby kommun och Blekinge 56°17′28″N 15°20′02″Ö / 56.29116°N 15.33385°Ö
- Karsagölen, sjö i Karlskrona kommun och Blekinge 56°19′56″N 15°25′10″Ö / 56.33223°N 15.41935°Ö
- Klävensgölen, sjö i Ronneby kommun och Blekinge 56°22′17″N 15°13′44″Ö / 56.37146°N 15.22896°Ö
- Knallagölen, sjö i Karlskrona kommun och Blekinge 56°18′38″N 15°34′11″Ö / 56.31061°N 15.56967°Ö
- Krokgölen (Rödeby socken, Blekinge), sjö i Karlskrona kommun och Blekinge 56°17′44″N 15°37′46″Ö / 56.29562°N 15.62936°Ö
- Krokgölen (Sillhövda socken, Blekinge), sjö i Karlskrona kommun och Blekinge 56°26′04″N 15°31′43″Ö / 56.43455°N 15.52870°Ö
- Kulerydsgölen, sjö i Karlskrona kommun och Blekinge 56°20′23″N 15°34′14″Ö / 56.33971°N 15.57046°Ö
- Kutegölen, sjö i Karlskrona kommun och Blekinge 56°22′39″N 15°20′30″Ö / 56.37759°N 15.34153°Ö
- Kvarngölen (Tvings socken, Blekinge, 624736-147199), sjö i Karlskrona kommun och Blekinge 56°21′20″N 15°21′04″Ö / 56.35544°N 15.35102°Ö
- Kvarngölen (Tvings socken, Blekinge, 624870-147014), sjö i Karlskrona kommun och Blekinge 56°21′55″N 15°19′20″Ö / 56.36521°N 15.32210°Ö
- Kvarngölen (Tvings socken, Blekinge, 624943-147950), sjö i Karlskrona kommun och Blekinge 56°22′20″N 15°28′25″Ö / 56.37227°N 15.47349°Ö
- Kärrtorpagölen, sjö i Karlskrona kommun och Blekinge 56°14′12″N 15°33′29″Ö / 56.23676°N 15.55803°Ö
- Lilla Gramsgölen, sjö i Ronneby kommun och Blekinge 56°22′29″N 15°17′15″Ö / 56.37486°N 15.28750°Ö
- Lilla Gunnersgölen, sjö i Karlskrona kommun och Blekinge 56°15′35″N 15°45′28″Ö / 56.25972°N 15.75781°Ö
- Lilla Gäddgölen, sjö i Ronneby kommun och Blekinge 56°17′27″N 15°20′49″Ö / 56.29085°N 15.34694°Ö
- Lilla Kullagölen, sjö i Ronneby kommun och Blekinge 56°20′24″N 15°13′30″Ö / 56.33992°N 15.22508°Ö
- Lilla Nejmansgölen, sjö i Karlskrona kommun och Blekinge 56°19′20″N 15°30′59″Ö / 56.32235°N 15.51626°Ö
- Lommagölen (Lösens socken, Blekinge), sjö i Karlskrona kommun och Blekinge 56°14′17″N 15°45′50″Ö / 56.23799°N 15.76396°Ö
- Lommagölen (Rödeby socken, Blekinge), sjö i Karlskrona kommun och Blekinge 56°20′31″N 15°40′41″Ö / 56.34202°N 15.67814°Ö
- Lommagölen (Sillhövda socken, Blekinge), sjö i Karlskrona kommun och Blekinge 56°25′03″N 15°37′46″Ö / 56.41740°N 15.62945°Ö
- Lommagölen (Tvings socken, Blekinge), sjö i Karlskrona kommun och Blekinge 56°18′44″N 15°22′42″Ö / 56.31216°N 15.37835°Ö
- Lommagölen (Åryds socken, Blekinge), sjö i Karlshamns kommun och Blekinge 56°13′17″N 15°00′13″Ö / 56.22130°N 15.00361°Ö
- Lugngölen, sjö i Karlskrona kommun och Blekinge 56°23′48″N 15°21′26″Ö / 56.39678°N 15.35716°Ö
- Långagölen, sjö i Karlskrona kommun och Blekinge 56°15′10″N 15°41′13″Ö / 56.25276°N 15.68699°Ö
- Långasjögölen, sjö i Ronneby kommun och Blekinge 56°20′26″N 15°22′02″Ö / 56.34068°N 15.36736°Ö
- Matgölen, sjö i Ronneby kommun och Blekinge 56°18′43″N 15°15′45″Ö / 56.31189°N 15.26250°Ö
- Mellangölen (Eringsboda socken, Blekinge), sjö i Ronneby kommun och Blekinge 56°25′11″N 15°13′04″Ö / 56.41963°N 15.21770°Ö
- Mellangölen (Tvings socken, Blekinge, 624489-148091), sjö i Karlskrona kommun och Blekinge 56°19′54″N 15°29′48″Ö / 56.33155°N 15.49663°Ö
- Mellangölen (Tvings socken, Blekinge, 624852-146998), sjö i Karlskrona kommun och Blekinge 56°21′49″N 15°19′10″Ö / 56.36358°N 15.31953°Ö
- Mellersta Saffransgölen, sjö i Karlskrona kommun och Blekinge 56°20′52″N 15°20′40″Ö / 56.34778°N 15.34448°Ö
- Metgölen, sjö i Karlskrona kommun och Blekinge 56°21′05″N 15°20′12″Ö / 56.35126°N 15.33667°Ö
- Mossegölen, sjö i Ronneby kommun och Blekinge 56°18′21″N 15°20′15″Ö / 56.30591°N 15.33739°Ö
- Muegölen, sjö i Ronneby kommun och Blekinge 56°16′30″N 15°20′22″Ö / 56.27511°N 15.33954°Ö
- Munkagölen, sjö i Karlskrona kommun och Blekinge 56°23′08″N 15°27′38″Ö / 56.38543°N 15.46042°Ö
- Mörgölen, sjö i Ronneby kommun och Blekinge 56°22′21″N 15°13′11″Ö / 56.37258°N 15.21972°Ö
- Mörkagölen (Ramdala socken, Blekinge), sjö i Karlskrona kommun och Blekinge 56°15′00″N 15°47′08″Ö / 56.24994°N 15.78557°Ö
- Mörkagölen (Tvings socken, Blekinge), sjö i Karlskrona kommun och Blekinge 56°22′58″N 15°24′52″Ö / 56.38269°N 15.41447°Ö
- Mörtgölen (Hjortsberga socken, Blekinge), sjö i Ronneby kommun och Blekinge 56°17′01″N 15°21′02″Ö / 56.28350°N 15.35042°Ö
- Mörtgölen (Rödeby socken, Blekinge), sjö i Karlskrona kommun och Blekinge 56°16′08″N 15°41′25″Ö / 56.26875°N 15.69033°Ö
- Nedre Lansagölen, sjö i Ronneby kommun och Blekinge 56°19′05″N 15°15′52″Ö / 56.31809°N 15.26452°Ö
- Niklastorpagölen, sjö i Karlskrona kommun och Blekinge 56°13′35″N 15°32′22″Ö / 56.22649°N 15.53940°Ö
- Norra Brogölen, sjö i Ronneby kommun och Blekinge 56°25′43″N 15°20′13″Ö / 56.42849°N 15.33685°Ö
- Norra Furugölen, sjö i Karlskrona kommun och Blekinge 56°14′16″N 15°42′32″Ö / 56.23769°N 15.70881°Ö
- Norra Saffransgölen, sjö i Karlskrona kommun och Blekinge 56°21′12″N 15°20′40″Ö / 56.35335°N 15.34457°Ö
- Norra Ålgölen, sjö i Karlskrona kommun och Blekinge 56°25′30″N 15°30′17″Ö / 56.42497°N 15.50463°Ö
- Nävragölen, sjö i Karlskrona kommun och Blekinge 56°22′02″N 15°34′17″Ö / 56.36719°N 15.57143°Ö
- Paddegölen, sjö i Karlskrona kommun och Blekinge 56°16′40″N 15°38′05″Ö / 56.27776°N 15.63477°Ö
- Paddgölen, sjö i Ronneby kommun och Blekinge 56°19′32″N 15°15′25″Ö / 56.32542°N 15.25681°Ö
- Persborgsgölen, sjö i Ronneby kommun och Blekinge 56°11′51″N 15°15′34″Ö / 56.19763°N 15.25945°Ö
- Porsgölen (Augerums socken, Blekinge), sjö i Karlskrona kommun och Blekinge 56°18′24″N 15°46′37″Ö / 56.30670°N 15.77681°Ö
- Porsgölen (Fridlevstads socken, Blekinge), sjö i Karlskrona kommun och Blekinge 56°17′16″N 15°34′19″Ö / 56.28771°N 15.57191°Ö
- Pänserydsgölen, sjö i Ronneby kommun och Blekinge 56°17′43″N 15°18′36″Ö / 56.29538°N 15.31006°Ö
- Pålyckegölen, sjö i Karlskrona kommun och Blekinge 56°16′24″N 15°33′02″Ö / 56.27321°N 15.55053°Ö
- Repagölen, sjö i Karlskrona kommun och Blekinge 56°24′43″N 15°29′57″Ö / 56.41203°N 15.49906°Ö
- Rolagölen, sjö i Karlskrona kommun och Blekinge 56°18′01″N 15°45′07″Ö / 56.30031°N 15.75194°Ö
- Rudgölen (Tvings socken, Blekinge, 624789-147253), sjö i Karlskrona kommun och Blekinge 56°21′29″N 15°21′39″Ö / 56.35808°N 15.36085°Ö
- Rudgölen (Tvings socken, Blekinge, 625333-147369), sjö i Karlskrona kommun och Blekinge 56°24′25″N 15°22′45″Ö / 56.40700°N 15.37907°Ö
- Rörpottegölen, sjö i Ronneby kommun och Blekinge 56°23′58″N 15°03′20″Ö / 56.39954°N 15.05557°Ö
- Siggagölen, sjö i Karlskrona kommun och Blekinge 56°22′15″N 15°22′28″Ö / 56.37070°N 15.37446°Ö
- Siggamålagölen, sjö i Ronneby kommun och Blekinge 56°26′24″N 15°05′46″Ö / 56.43992°N 15.09612°Ö
- Skillingsgölen, sjö i Karlskrona kommun och Blekinge 56°24′15″N 15°22′44″Ö / 56.40413°N 15.37894°Ö
- Skälagölen, sjö i Karlskrona kommun och Blekinge 56°14′26″N 15°33′21″Ö / 56.24044°N 15.55575°Ö
- Skälegölen, sjö i Karlskrona kommun och Blekinge 56°22′59″N 15°24′08″Ö / 56.38301°N 15.40233°Ö
- Skärvgölsgölen, sjö i Ronneby kommun och Blekinge 56°20′43″N 15°14′19″Ö / 56.34537°N 15.23874°Ö
- Slättaflygölen, sjö i Ronneby kommun och Blekinge 56°25′10″N 15°20′01″Ö / 56.41950°N 15.33372°Ö
- Smemålagölen, sjö i Ronneby kommun och Blekinge 56°24′17″N 15°05′59″Ö / 56.40474°N 15.09985°Ö
- Stallgölen, sjö i Ronneby kommun och Blekinge 56°20′23″N 15°12′52″Ö / 56.33960°N 15.21441°Ö
- Stengölen (Eringsboda socken, Blekinge), sjö i Ronneby kommun och Blekinge 56°26′30″N 15°14′13″Ö / 56.44155°N 15.23698°Ö
- Stengölen (Rödeby socken, Blekinge, 624037-149249), sjö i Karlskrona kommun och Blekinge 56°17′29″N 15°41′02″Ö / 56.29129°N 15.68397°Ö
- Stengölen (Rödeby socken, Blekinge, 624254-148821), sjö i Karlskrona kommun och Blekinge 56°18′43″N 15°36′41″Ö / 56.31203°N 15.61135°Ö
- Stora Flygölen, sjö i Karlskrona kommun och Blekinge 56°17′36″N 15°47′42″Ö / 56.29323°N 15.79507°Ö
- Stora Gramsgölen, sjö i Ronneby kommun och Blekinge 56°22′25″N 15°16′32″Ö / 56.37364°N 15.27554°Ö
- Stora Gunnersgölen, sjö i Karlskrona kommun och Blekinge 56°15′29″N 15°45′39″Ö / 56.25793°N 15.76071°Ö
- Stora Kullagölen, sjö i Ronneby kommun och Blekinge 56°20′27″N 15°13′40″Ö / 56.34074°N 15.22765°Ö
- Stora Nejmansgölen, sjö i Karlskrona kommun och Blekinge 56°19′24″N 15°30′49″Ö / 56.32333°N 15.51367°Ö
- Stora Älggölen, sjö i Ronneby kommun och Blekinge 56°23′06″N 15°20′06″Ö / 56.38493°N 15.33512°Ö
- Storegölen, sjö i Ronneby kommun och Blekinge 56°24′51″N 15°08′18″Ö / 56.41411°N 15.13824°Ö
- Stubbemålagölen, sjö i Ronneby kommun och Blekinge 56°11′58″N 15°11′16″Ö / 56.19945°N 15.18789°Ö
- Sundgölen, sjö i Karlskrona kommun och Blekinge 56°21′43″N 15°19′06″Ö / 56.36196°N 15.31842°Ö
- Surkgölen, sjö i Karlskrona kommun och Blekinge 56°29′30″N 15°32′32″Ö / 56.49169°N 15.54209°Ö
- Sväkregölen (Eringsboda socken, Blekinge), sjö i Ronneby kommun och Blekinge 56°24′53″N 15°20′25″Ö / 56.41485°N 15.34026°Ö
- Sväkregölen (Ronneby socken, Blekinge), sjö i Ronneby kommun och Blekinge 56°19′32″N 15°12′11″Ö / 56.32553°N 15.20299°Ö
- Sällemålagölen, sjö i Karlskrona kommun och Blekinge 56°21′42″N 15°31′32″Ö / 56.36153°N 15.52551°Ö
- Södergölen, sjö i Ronneby kommun och Blekinge 56°12′30″N 15°14′17″Ö / 56.20840°N 15.23819°Ö
- Södra Brogölen, sjö i Ronneby kommun och Blekinge 56°25′39″N 15°20′30″Ö / 56.42752°N 15.34173°Ö
- Södra Furugölen, sjö i Karlskrona kommun och Blekinge 56°14′09″N 15°42′28″Ö / 56.23571°N 15.70769°Ö
- Södra Saffransgölen, sjö i Karlskrona kommun och Blekinge 56°20′48″N 15°20′48″Ö / 56.34653°N 15.34675°Ö
- Södra Ålgölen, sjö i Karlskrona kommun och Blekinge 56°25′13″N 15°30′41″Ö / 56.42032°N 15.51131°Ö
- Tjurkgölen, sjö i Ronneby kommun och Blekinge 56°26′32″N 15°06′19″Ö / 56.44231°N 15.10516°Ö
- Togölen (Eringsboda socken, Blekinge, 625687-147309), sjö i Ronneby kommun och Blekinge 56°26′20″N 15°22′08″Ö / 56.43876°N 15.36899°Ö
- Togölen (Eringsboda socken, Blekinge, 625921-147286), sjö i Ronneby kommun och Blekinge 56°27′35″N 15°21′54″Ö / 56.45976°N 15.36502°Ö
- Togölen (Fridlevstads socken, Blekinge), sjö i Karlskrona kommun och Blekinge 56°17′09″N 15°35′50″Ö / 56.28587°N 15.59711°Ö
- Togölen (Ronneby socken, Blekinge), sjö i Ronneby kommun och Blekinge 56°21′41″N 15°15′21″Ö / 56.36134°N 15.25581°Ö
- Togölen (Rödeby socken, Blekinge), sjö i Karlskrona kommun och Blekinge 56°18′15″N 15°38′15″Ö / 56.30407°N 15.63756°Ö
- Tregölen, sjö i Karlskrona kommun och Blekinge 56°18′27″N 15°37′49″Ö / 56.30757°N 15.63028°Ö
- Trätesgölen, sjö i Ronneby kommun och Blekinge 56°25′38″N 15°13′10″Ö / 56.42718°N 15.21937°Ö
- Tvättgölen (Tvings socken, Blekinge), sjö i Karlskrona kommun och Blekinge 56°21′55″N 15°26′46″Ö / 56.36518°N 15.44620°Ö
- Tvättgölen (Öljehults socken, Blekinge), sjö i Ronneby kommun och Blekinge 56°24′24″N 14°59′43″Ö / 56.40670°N 14.99517°Ö
- Viesjögölen, sjö i Ronneby kommun och Blekinge 56°19′28″N 15°11′49″Ö / 56.32451°N 15.19702°Ö
- Vitgölen (Eringsboda socken, Blekinge), sjö i Ronneby kommun och Blekinge 56°27′17″N 15°17′15″Ö / 56.45470°N 15.28755°Ö
- Vitgölen (Tvings socken, Blekinge), sjö i Karlskrona kommun och Blekinge 56°22′47″N 15°18′54″Ö / 56.37964°N 15.31512°Ö
- Västragölen, sjö i Ronneby kommun och Blekinge 56°25′16″N 15°12′54″Ö / 56.42106°N 15.21509°Ö
- Västregölen (Fridlevstads socken, Blekinge), sjö i Karlskrona kommun och Blekinge 56°24′01″N 15°37′00″Ö / 56.40014°N 15.61673°Ö
- Västregölen (Öljehults socken, Blekinge), sjö i Ronneby kommun och Blekinge 56°24′27″N 14°59′53″Ö / 56.40744°N 14.99807°Ö
- Yasjögölen, sjö i Ronneby kommun och Blekinge 56°24′43″N 15°18′41″Ö / 56.41196°N 15.31130°Ö
- Älgsjögölen, sjö i Karlskrona kommun och Blekinge 56°20′10″N 15°29′45″Ö / 56.33604°N 15.49595°Ö
- Ältagölen, sjö i Ronneby kommun och Blekinge 56°20′40″N 15°16′51″Ö / 56.34448°N 15.28080°Ö
- Änggölen, sjö i Karlskrona kommun och Blekinge 56°24′25″N 15°30′10″Ö / 56.40692°N 15.50266°Ö
- Östregölen, sjö i Karlskrona kommun och Blekinge 56°23′50″N 15°37′15″Ö / 56.39736°N 15.62096°Ö
- Övragölen, sjö i Karlskrona kommun och Blekinge 56°18′24″N 15°45′40″Ö / 56.30678°N 15.76098°Ö
- Övre Lansagölen, sjö i Ronneby kommun och Blekinge 56°19′09″N 15°15′34″Ö / 56.31915°N 15.25949°Ö

## Halland
- Brattagölen, sjö i Falkenbergs kommun och Halland 57°05′51″N 12°59′07″Ö / 57.09746°N 12.98526°Ö
- Brännvinsgölen, sjö i Hylte kommun och Halland 57°03′20″N 12°55′36″Ö / 57.05552°N 12.92661°Ö
- Dungahusagölen, sjö i Hylte kommun och Halland 57°04′49″N 13°04′24″Ö / 57.08028°N 13.07334°Ö
- Gölen (Krogsereds socken, Halland, 633044-133005), sjö i Falkenbergs kommun och Halland 57°04′08″N 13°00′11″Ö / 57.06884°N 13.00310°Ö
- Gölen (Krogsereds socken, Halland, 633444-132921), sjö i Falkenbergs kommun och Halland 57°06′16″N 12°59′12″Ö / 57.10441°N 12.98654°Ö
- Hällåsagölen, sjö i Falkenbergs kommun och Halland 57°05′43″N 12°58′53″Ö / 57.09522°N 12.98130°Ö
- Krokhusagölen, sjö i Falkenbergs kommun och Halland 57°06′15″N 13°04′03″Ö / 57.10423°N 13.06745°Ö
- Kärregölen, sjö i Hylte kommun och Halland 56°57′38″N 12°57′49″Ö / 56.96059°N 12.96371°Ö
- Lommagölen (Enslövs socken, Halland), sjö i Halmstads kommun och Halland 56°47′55″N 13°06′51″Ö / 56.79853°N 13.11403°Ö
- Lommagölen (Torups socken, Halland), sjö i Hylte kommun och Halland 56°51′02″N 13°12′28″Ö / 56.85047°N 13.20785°Ö
- Sandseredsgölen, sjö i Hylte kommun och Halland 57°05′07″N 13°04′14″Ö / 57.08525°N 13.07067°Ö
- Svartagölen, sjö i Halmstads kommun och Halland 56°49′04″N 13°08′25″Ö / 56.81787°N 13.14032°Ö
- Tossegölen, sjö i Hylte kommun och Halland 56°57′34″N 12°59′14″Ö / 56.95942°N 12.98715°Ö

## Västergötland
- Assarebogölen, sjö i Tranemo kommun och Västergötland 57°23′53″N 13°30′41″Ö / 57.39816°N 13.51129°Ö
- Brunseredsgölen, sjö i Ulricehamns kommun och Västergötland 57°50′09″N 13°42′39″Ö / 57.83589°N 13.71085°Ö
- Enhagsgölen, sjö i Svenljunga kommun och Västergötland 57°09′51″N 13°02′49″Ö / 57.16406°N 13.04699°Ö
- Gunneredsgölen, sjö i Ulricehamns kommun och Västergötland 57°52′04″N 13°43′26″Ö / 57.86790°N 13.72382°Ö
- Gölen (Ambjörnarps socken, Västergötland), sjö i Tranemo kommun och Västergötland 57°22′53″N 13°19′08″Ö / 57.38139°N 13.31892°Ö
- Gölen (Bjurbäcks socken, Västergötland), sjö i Mullsjö kommun och Västergötland 57°50′34″N 13°49′53″Ö / 57.84285°N 13.83137°Ö
- Gölen (Daretorps socken, Västergötland), sjö i Tidaholms kommun och Västergötland 58°02′40″N 14°04′15″Ö / 58.04455°N 14.07090°Ö
- Gölen (Grönahögs socken, Västergötland), sjö i Ulricehamns kommun och Västergötland 57°42′54″N 13°34′23″Ö / 57.71507°N 13.57300°Ö
- Gölen (Kölingareds socken, Västergötland), sjö i Ulricehamns kommun och Västergötland 57°54′51″N 13°47′20″Ö / 57.91430°N 13.78880°Ö
- Gölen (Utvängstorps socken, Västergötland), sjö i Mullsjö kommun och Västergötland 57°59′33″N 13°53′05″Ö / 57.99239°N 13.88470°Ö
- Humlagölen, sjö i Svenljunga kommun och Västergötland 57°20′22″N 13°04′15″Ö / 57.33931°N 13.07073°Ö
- Korpagölen, sjö i Tranemo kommun och Västergötland 57°21′01″N 13°19′08″Ö / 57.35040°N 13.31902°Ö
- Lommagölen (Håcksviks socken, Västergötland), sjö i Svenljunga kommun och Västergötland 57°22′05″N 13°06′30″Ö / 57.36807°N 13.10833°Ö
- Lommagölen (Sjötofta socken, Västergötland), sjö i Tranemo kommun och Västergötland 57°19′36″N 13°15′12″Ö / 57.32653°N 13.25321°Ö
- Norra Laxagölen, sjö i Habo kommun och Västergötland 58°04′10″N 14°07′30″Ö / 58.06952°N 14.12494°Ö
- Stora Pellagölen, sjö i Svenljunga kommun och Västergötland 57°20′49″N 13°04′56″Ö / 57.34693°N 13.08213°Ö
- Strandgölen, sjö i Habo kommun och Västergötland 58°02′43″N 14°05′30″Ö / 58.04537°N 14.09169°Ö
- Södra Laxagölen, sjö i Habo kommun och Västergötland 58°04′06″N 14°07′29″Ö / 58.06826°N 14.12483°Ö

## Södermanland
- Skelnagölen, sjö i Nyköpings kommun och Södermanland 58°42′13″N 16°27′09″Ö / 58.70359°N 16.45243°Ö
- Svartgölen (Björkviks socken, Södermanland), sjö i Katrineholms kommun och Södermanland 58°46′31″N 16°29′10″Ö / 58.77541°N 16.48609°Ö
- Svartgölen (Kila socken, Södermanland, 650984-153394), sjö i Nyköpings kommun och Södermanland 58°42′35″N 16°23′27″Ö / 58.70963°N 16.39077°Ö
- Svartgölen (Kila socken, Södermanland, 651763-152875), sjö i Nyköpings kommun och Södermanland 58°46′48″N 16°18′08″Ö / 58.77993°N 16.30222°Ö

## Närke
- Bastugölen, sjö i Askersunds kommun och Närke 58°52′49″N 15°04′25″Ö / 58.88025°N 15.07348°Ö
- Brahusagölen, sjö i Askersunds kommun och Närke 58°53′21″N 15°07′29″Ö / 58.88906°N 15.12480°Ö
- Hässjelundagölen, sjö i Askersunds kommun och Närke 58°53′21″N 15°11′19″Ö / 58.88929°N 15.18862°Ö
- Hästskogölen, sjö i Askersunds kommun och Närke 58°51′24″N 15°06′45″Ö / 58.85668°N 15.11244°Ö
- Karlslundsgölen, sjö i Askersunds kommun och Närke 58°54′46″N 14°56′10″Ö / 58.91289°N 14.93620°Ö
- Knarkegölen, sjö i Askersunds kommun och Närke 58°47′37″N 15°06′16″Ö / 58.79370°N 15.10453°Ö
- Krokgölen (Hammars socken, Närke), sjö i Askersunds kommun och Närke 58°47′32″N 15°05′24″Ö / 58.79218°N 15.09003°Ö
- Krokgölen (Lerbäcks socken, Närke), sjö i Askersunds kommun och Närke 58°51′15″N 15°07′09″Ö / 58.85420°N 15.11907°Ö
- Kryddagölen, sjö i Laxå kommun och Närke 59°00′55″N 14°32′20″Ö / 59.01536°N 14.53880°Ö
- Kviddgölen, sjö i Askersunds kommun och Närke 58°46′09″N 15°05′33″Ö / 58.76922°N 15.09258°Ö
- Källfallsgölen, sjö i Askersunds kommun och Närke 58°54′32″N 14°55′54″Ö / 58.90891°N 14.93178°Ö
- Lilla Björkgölen, sjö i Askersunds kommun och Närke 58°50′44″N 15°05′42″Ö / 58.84554°N 15.09499°Ö
- Lilla Dalagölen, sjö i Askersunds kommun och Närke 58°42′10″N 14°59′04″Ö / 58.70277°N 14.98457°Ö
- Lilla Limgölen, sjö i Askersunds kommun och Närke 58°53′05″N 15°07′22″Ö / 58.88474°N 15.12280°Ö
- Långgölen (Hammars socken, Närke), sjö i Askersunds kommun och Närke 58°49′45″N 15°05′53″Ö / 58.82904°N 15.09810°Ö
- Långgölen (Lerbäcks socken, Närke), sjö i Askersunds kommun och Närke 58°51′23″N 15°07′03″Ö / 58.85652°N 15.11747°Ö
- Lövfallagölen, sjö i Askersunds kommun och Närke 58°51′58″N 15°04′14″Ö / 58.86605°N 15.07048°Ö
- Rassängsgölen, sjö i Askersunds kommun och Närke 58°49′52″N 15°06′48″Ö / 58.83100°N 15.11330°Ö
- Smalgölen, sjö i Askersunds kommun och Närke 58°47′42″N 15°06′12″Ö / 58.79504°N 15.10329°Ö
- Spelemogölen, sjö i Askersunds kommun och Närke 58°51′09″N 15°07′19″Ö / 58.85242°N 15.12205°Ö
- Spjutgölen, sjö i Askersunds kommun och Närke 58°54′09″N 15°06′18″Ö / 58.90242°N 15.10510°Ö
- Spånggölen, sjö i Askersunds kommun och Närke 58°46′40″N 15°03′32″Ö / 58.77773°N 15.05887°Ö
- Spångsjögölen, sjö i Askersunds kommun och Närke 58°52′01″N 15°06′08″Ö / 58.86703°N 15.10235°Ö
- Stora Björkgölen, sjö i Askersunds kommun och Närke 58°50′45″N 15°05′58″Ö / 58.84592°N 15.09949°Ö
- Stora Dalagölen, sjö i Askersunds kommun och Närke 58°41′58″N 14°59′14″Ö / 58.69946°N 14.98723°Ö
- Stora Limgölen, sjö i Askersunds kommun och Närke 58°53′00″N 15°07′21″Ö / 58.88321°N 15.12249°Ö
- Svartgölen (Lerbäcks socken, Närke), sjö i Askersunds kommun och Närke 58°53′45″N 15°16′20″Ö / 58.89595°N 15.27229°Ö
- Svartgölen (Svennevads socken, Närke), sjö i Hallsbergs kommun och Närke 58°58′51″N 15°17′39″Ö / 58.98096°N 15.29410°Ö
- Svarthyttegölen, sjö i Askersunds kommun och Närke 58°51′57″N 15°05′02″Ö / 58.86595°N 15.08383°Ö
- Tillefärdsgölen, sjö i Askersunds kommun och Närke 58°51′19″N 15°13′02″Ö / 58.85522°N 15.21729°Ö
- Västra Kolarmossegölen, sjö i Hallsbergs kommun och Närke 58°53′38″N 15°22′08″Ö / 58.89389°N 15.36876°Ö
- Västra Koloartorpsgölen, sjö i Hallsbergs kommun och Närke 58°53′37″N 15°21′03″Ö / 58.89365°N 15.35090°Ö
- Östra Kolarmossegölen, sjö i Hallsbergs kommun och Närke 58°53′36″N 15°22′16″Ö / 58.89336°N 15.37119°Ö
- Östra Kolartorpsgölen, sjö i Hallsbergs kommun och Närke 58°53′37″N 15°21′27″Ö / 58.89358°N 15.35749°Ö

## Västmanland
- Slussgölen, sjö i Hällefors kommun och Västmanland 59°53′40″N 14°35′19″Ö / 59.89446°N 14.58872°Ö

## Dalarna
- Hällagölen, sjö i Hedemora kommun och Dalarna 60°16′44″N 16°01′19″Ö / 60.27876°N 16.02200°Ö